# 梅勒朗
梅勒朗（法語：Melleran，法語發音：[mɛlʁɑ̃]）是法国德塞夫勒省的一个市镇，属于尼奥尔区。

## 地理
梅勒朗（46°7'52"N, 0°0'5"E）面积19.9 平方千米，位于法国新阿基坦大区德塞夫勒省，该省份为法国西部内陆省份，北起曼恩-卢瓦尔省，西接旺代省，南至夏朗德省和滨海夏朗德省，东临维埃纳省。
与梅勒朗接壤的市镇（或旧市镇、城区）包括：拉沙佩勒普尤、克吕塞拉波姆赖、洛里涅、阿卢瓦奈、瓦尔德洛姆。

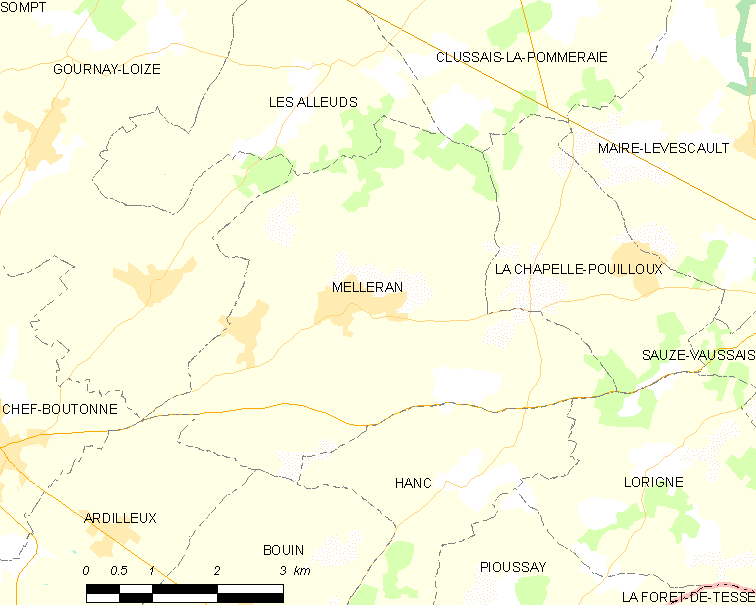
梅勒朗的OSM定位图

梅勒朗的时区为UTC+01:00、UTC+02:00（夏令时）。

## 行政
梅勒朗的邮政编码为79190，INSEE市镇编码为79175。

## 政治
梅勒朗所属的省级选区为梅勒县。

## 人口

1962-2008年间梅勒朗人口变化图示

梅勒朗于2022年1月1日时的人口数量为479人。